# Waldgesellschaften Mitteleuropas

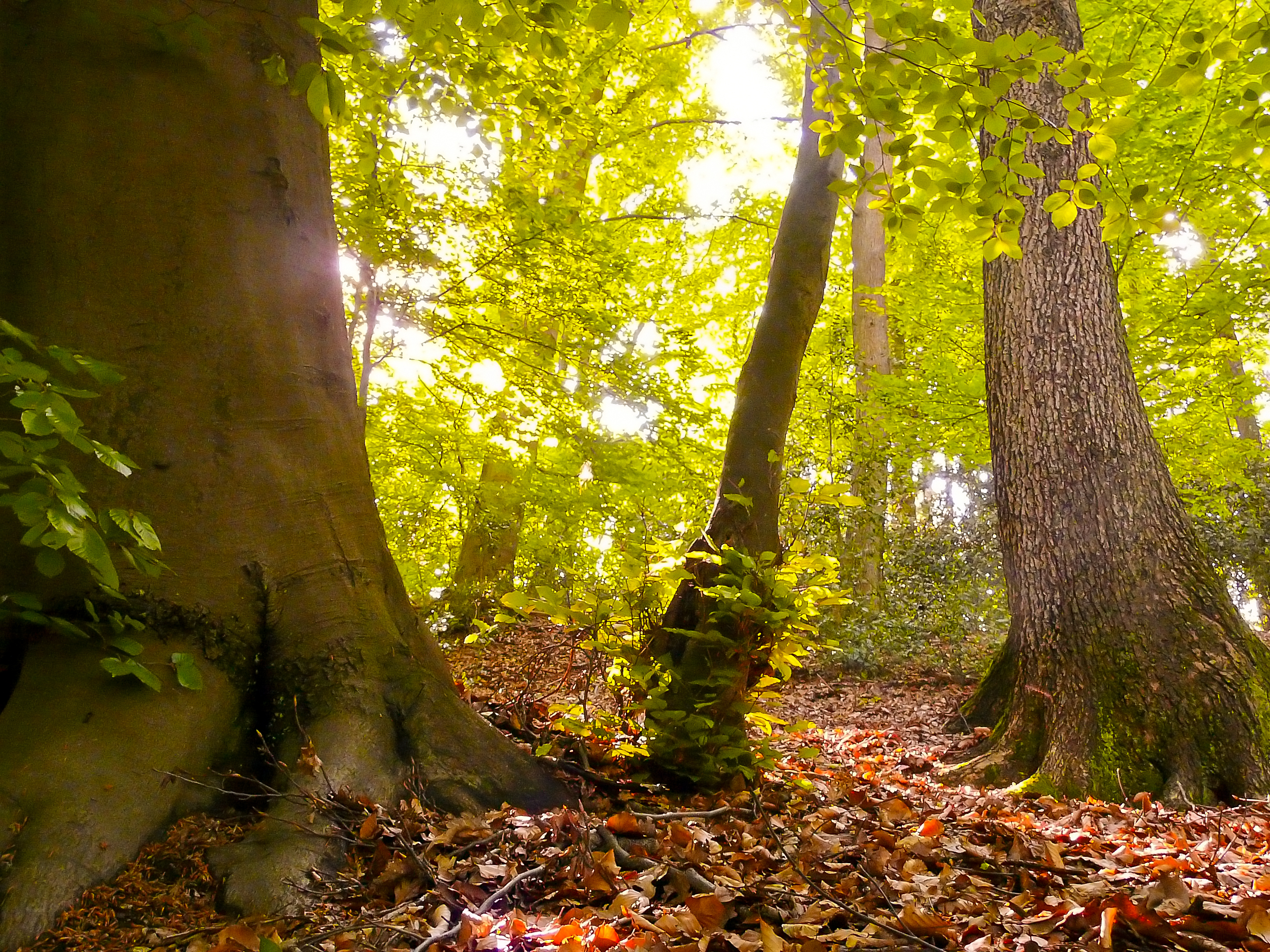
Naturnaher Eichen-Buchenwald im Bergischen Land

Waldgesellschaften Mitteleuropas ist der Überbegriff für alle Waldtypen Mitteleuropas, die nach ihrer jeweils charakteristischen Artenzusammensetzung differenziert werden. Diese Waldtypen finden in der Biologie – vornehmlich in Geobotanik, Forstwirtschaft, Pflanzensoziologie und Naturschutz – Verwendung.
Waldgesellschaften stellen ein Ordnungssystem dar, mit dem sich der Mensch einen Überblick über die Fülle der natürlich gewachsenen Wälder verschaffen will. Sie gehen real lückenlos und mannigfaltig ineinander über, stellen also nicht wie Spezies tatsächliche natürliche Einheiten dar, sondern sind künstliche Abgrenzungen. In Mitteleuropa werden Waldgesellschaften in der Regel als Pflanzengesellschaften nach dem pflanzensoziologischen System beschrieben. In anderen Regionen sind überwiegend andere Ordnungssysteme im Gebrauch, die meist auf den forstlichen Hauptbaumarten beruhen (während für die Definition von Pflanzengesellschaften die gesamte Lebensgemeinschaft, also auch die Krautarten, von gleicher Wichtigkeit ist). Die Kenntnisse über die natürlichen Waldgesellschaften sind hauptsächlich in der Forstwirtschaft und im Naturschutz sowie für deren Fachplanungen, z. B. Aufforstung (Waldmehrung) und Landschaftsplanung von großem Wert. Sie sind Untersuchungsgegenstand der Botanik, Pflanzensoziologie und Ökologie.
Eine Waldgesellschaft ist jeder anhand seiner Artenkombination charakterisier- und abgrenzbare Waldtyp. Ohne den Einfluss des Menschen (und vermutlich ohne große Wildtierherden: siehe Megaherbivorentheorie) wären Wälder in Mitteleuropa aufgrund des humiden kühlgemäßigten Klimas auf nahezu allen Standorten die potentielle natürliche Klimaxvegetation. Letzteres ist die spezifische Artenzusammensetzung, die sich je nach Standortfaktoren auf natürliche Weise (ohne Einwirkung von Mensch und Tier) im Verlaufe der Sukzession einstellen würde. Sie ist vor allem als Referenzzustand zur Charakterisierung des Standortpotentials und zur Vorhersage natürlicher Entwicklungen (Sukzessionen) von besonderem Wert. Die realen Waldgesellschaften weichen von den so definierten Zuständen mehr oder weniger deutlich ab. Diese Abweichungen beruhen teils auf Sukzessionsvorgängen (z. B. Vorwälder nach Wiederbewaldung waldfreier Flächen), größtenteils jedoch auf der anthropogenen Nutzung als Wirtschaftswälder. Dabei wirken neben den Einflüssen der heutigen Forstwirtschaft wegen der Langlebigkeit von Waldökosystemen auch die Einflüsse früherer Waldnutzungsformen noch lange nach, z. B. Niederwaldwirtschaft, Waldweide, Streunutzung. Weitere Einflussfaktoren, die sich in den Waldgesellschaften widerspiegeln können, sind z. B. Immissionen – etwa in Zusammenhang mit dem sogenannten Waldsterben seit den 1980er Jahren – oder Auswirkungen von Klimaänderungen wie sie die globale Erwärmung mit sich bringt. Auch die Fauna (z. B. Pflanzenfresser) wirkt sich aus, was aber im Einzelnen komplex und schwer nachweisbar ist.
Störungen von außen, allen voran die menschliche Nutzung, hatten und haben zur Folge, dass der Anteil naturnaher Waldgesellschaften auf unter 10 % der verbliebenen Waldfläche in Mitteleuropa geschrumpft ist. Viele der natürlichen Waldgesellschaften stehen daher unter Naturschutz. Zur geschichtlichen Entwicklung der Waldgesellschaften bis zu ihrem heutigen Erscheinungsbild siehe Geschichte des Waldes in Mitteleuropa.

## Geobotanische Einteilung der Waldgesellschaften
Zum überwiegenden Teil würde sich der Wald in Mitteleuropa heute, in der Nachwärmezeit, ohne störende Einflüsse in ozeanisch und subozeanisch geprägten Bereichen zu den zonalen Gesellschaften der Buchenmischwälder (Fagetalia) entwickeln. Die Ausprägung der zonalen Waldgesellschaften ist hauptsächlich vom Großklima beeinflusst. Innerhalb der zonal geprägten Wälder „mittlerer“ Standorte gibt es eine Vielzahl überlagernder Standortfaktoren, die die Ausprägung von azonalen Waldgesellschaften begünstigen. Extrazonale Waldgesellschaften schließlich sind Waldgesellschaften, an denen die Standortfaktoren größere Ähnlichkeiten mit anderen Vegetationsräumen aufweisen. So können z. B. an besonders warmen Südhängen Waldtypen auftreten, deren Hauptverbreitungsgebiet weiter südlich liegt.

### Zonierung
Man unterscheidet zwischen
- Zonalen Waldgesellschaften, die hauptsächlich durch das Großklima beeinflusst werden. Sie unterscheiden sich durch die Bodenverhältnisse (Bodenart, Nährstoffangebot, Säure). Beispielsweise ist die Rotbuche in ozeanischen Klimaten auf den meisten Bodentypen konkurrenzstark; sie bildet auf kalkreichen Böden den Kalk-Buchenwald, auf kalkarmen Sandböden einen Buchen-Stieleichen- oder Buchen-Traubeneichenwald. In kontinentaleren Klimaten gehen die Buchenmischwälder zunehmend in Eichenmischwälder über, da die Stieleiche stärkere Temperatur- und Feuchteschwankungen als die Rotbuche erträgt.
- Azonalen Waldgesellschaften: Diese sind an einen bestimmten ökologischen Faktor des Bodens gebunden, wie zum Beispiel extreme Nässe, extreme Trockenheit. Bei Vorhandensein dieser Verhältnisse wird die zonale Gesellschaft verdrängt. Typisch sind azonale Waldgesellschaften z. B. entlang von Fließgewässern: Der zonale Buchenmischwald geht bei periodischer Überflutung in Hartholzauen (Stieleichen-Ulmen-Wald), bei länger andauernder Überflutung in Weichholzauen (Auwälder) über. Bei dauerhafter Staunässe gehen die zonalen Waldgesellschaften in Sumpf- bzw. Bruchwälder (z. B. Erlenbruch), in klimatisch besonderen Lagen wie Schluchten in Schluchtwälder über.
- Extrazonalen Waldgesellschaften: Gebirge führen je nach Höhe und Größe zu Gebirgsklimaten, die vom Großklima abweichen. Entscheidende Faktoren sind dabei tiefere Temperaturen, Steigungsregen sowie eine stärkere Globalstrahlung gegenüber einer abnehmenden Strahlungsbilanz. Die Bergwaldgesellschaften, die sich hier einstellen, ähneln den zonalen Gesellschaften weiter nördlich (Borealer Nadelwald) bzw. südlich (etwa thermophile Eichenwälder (Traubeneichen- und Stieleichenwälder) an südexponierten felsigen Steilhängen, die südeuropäischen Standorten ähnlicher als mitteleuropäischen sind). Die extrazonalen Waldgesellschaften werden in Höhenstufen beschrieben.

### Höhenstufungen
Generell ähneln die Waldgesellschaften in größerer Höhe denjenigen nördlicherer Breiten, wobei aber im Detail zahlreiche Unterschiede bestehen. So geht zum Beispiel im ozeanischen Klima der Alpen der planare oder kolline Buchen-Eichenwald mit zunehmender Höhe in den montanen Buchen-Tannen-(Fichten)-Wald über. Mit steigender Höhe nimmt der Anteil der Rotbuche schnell ab, der von Tanne und später Fichte nimmt zu. Die höchste geschlossene Waldgesellschaft ist hier ein hochmontaner Fichtenwald, der dem nordischen Fichtenwald sehr ähnlich ist. Die subalpinen Übergangsformationen („Krummholzzone“) weisen hingegen große Unterschiede auf: In den Alpen werden sie von inselartigen Lärchen-Zirben-Wäldern gebildet, im Rothaargebirge (vermutlich) von Ebereschen-Buchenwald und im borealen Skandinavien von niedrigen Moor-Birkenwäldern.

## Übersicht über die Waldgesellschaften

### Waldnahe Staudenfluren und Gebüsche
- Staudensäume an Gehölzen: (Sonnen- und wärmeliebende) Saumgesellschaften, Staudenhalden, Laubwiesen, Trifolio-Geranietea (sanguinei)
- Waldlichtungsfluren: Schlagfluren und Vorwald-Gehölze (Stauden-Gebüsch) Epilobietea (angustifolii)
- Hochstaudenfluren

### Nadelwälder und verwandte Gebüschformationen
- Kalk-Kiefernwälder und Alpenrosen-Gebüsche, Erico-Pinetea.
  - Schneeheide-Kiefernwald (Erico-Pinetum sylvestris). Lichte Kiefernwälder, häufig auf kalkreichen Schottern der Alpenflüsse
  - Schneeheide-Alpenrosengebüsch (Erico-Rhododendretum hirsuti)
- Kiefern-Steppenwälder, Pulsatillo-Pinetea
  - Wintergrün-Kiefern-Steppenwald (Pyrolo-Pinetum sylvestris, syn.: Peucedano-Pinetum)
- Saure Nadelwälder, Vaccinio-Piceetea
  - Sand-Kiefernwald oder Weißmoos-Kiefernwald (Leucobryo-Pinetum). Natürlicher Kiefernwald trockener, sauerer Standorte mit subkontinentalem Klima
  - artenarme Kiefernforste v. a. Norddeutschlands (Deschampsia flexuosa-Pinus sylvestris (Basal-)Gesellschaft)
  - Rauschbeer-Waldkiefern-Moorwald Vaccinio uliginosi-Pinetum sylvestris, Waldkiefern-Moorwald auf oligotrophen Torfen im Ufersaum dystropher Gewässer und auf Hochmooren. In anderen Landschaften tritt anstelle der Waldkiefer die Moorbirke oder die Moorkiefer, eine Unterart der Bergkiefer oder Spirke
  -  Reitgras-Fichtenwald Calamagrostio villosae-Piceetum. Natürlicher Fichtenwald der höheren Mittelgebirge.
  - Alpenlattich-Fichtenwald Homogyno-Piceetum. Natürlicher Fichtenwald der Alpen
  -  Lärchen-Arvenwald (Vaccinio-Pinetum cembrae). Alpiner Wald, Verbreitungsschwerpunkt in den Zentralalpen.
  - Rostalpenrosenheide (Rhododendro-Vaccinietum ferruginei). Gebüsch oberhalb der alpinen Waldgrenze oder (meist) nach Zerstörung des Lärchen-Arvenwalds durch Holzeinschlag und Beweidung.
  - Preiselbeer-Fichten-Tannenwald (Vaccinio-Abietetum). montaner Fichten-Tannenmischwald, bevorzugt kontinentales Klima
  - Reitgras-Fichten-Buchenwald (Calamagrostio villosae-Fagetum). Montaner Fichten-Buchen-Mischwald der östlichen Mittelgebirge
  - Hainsimsen-Fichten-Tannenwald (Luzulo-Abietetum). Montaner Fichten-Tannen-Buchen-Mischwald der westlichen Mittelgebirge

### Laubwälder und verwandte Gebüschformationen(Querco-Fagetea)

#### Auwälder und Bruchwälder
- - Stieleichen-Ulmenwald Querco-Ulmetum minoris, Hartholzaue periodisch überfluteter, sandiger Auenlehme
  - Winkelseggen-Erlen-Eschenwald Carici remotae-Fraxinetum, Eschenwald an Fließgewässern auf nassen Kalkböden
  - Traubenkirschen-Erlen-Eschenwald Pruno-Fraxinetum, Sumpfwald der Niederungen und Auen auf Anmoorgley und Nassgley
  - Hainmieren-Erlen-Auenwald Stellario-Alnetum glutinosae, Schwarzerlen-Auenwald der häufig überfluteten Schwemmböden im Sommerhochwasserbereich von kalkarmen Bächen und kleineren Flüssen
- Uferweidengebüsche und Weidenwälder, Salicetea purpureae, benannt nach der Purpurweide
  - Silberweidenwald Salicetum albae, Silberweiden-Bruchweiden-Hohe Weiden-Schwarzpappel-Korbweide-Bestand, der häufig und auch länger überfluteten Bereiche der Flüsse und Ströme (unterhalb des Sommerhochwassers), auf Kiesen und Sanden (Rohböden)
  - Lavendelweiden-Gebüsch (Salicetum eleagni), benannt nach der Lavendelweide, ersetzt den Siberweidenwald auf gleichen Standorten im Gebirge.

- Erlenbrüche Alnion glutinosae, z. B.:
  - Walzenseggen-Erlenbruchwald Alnion glutinosae, Erlenbruchwald auf intakten Niedermoorböden mit hohem Grundwasserstand, unterschiedliche Trophiestufen, (nährstoffreich)
  - Moorseggen-Erlenwald Carici laevigatae-Alnetum, Erlensumpfwald auf Niedermoorböden
  - Grauweiden-Gebüsch Salicetum cinerae. Pionier- oder Vorwald bei der Wiederbewaldung von Nasswiesen und Seggenrieden

- Birken-Bruchwälder, Betulion pubescentis, z. B.:
  - Karpatenbirken-Bruchwald: Betuletum carpaticae, lichter Birken-Moorwald an den Rändern quelliger Hoch- und Zwischenmoore in den montanen Lagen der Mittelgebirge mit der Differentialart Karpaten-Birke (Betula pubescens ssp. carpatica).
  - Birkenbruchwald: Betuletum pubescentis, lichter Birkenbruchwald, Birken-Moorwald auf nährstoffarmen Torfböden am Rande von Hoch- und Zwischenmooren sowie dystrophen Gewässern im nass-oligotrophen Bereich

#### Eichenmischwälder saurer Standorte,Quercetalia robori-petraeae
- Birken-Eichenwald, Betulo-Quercetum, auf trockenen bis frischen nährstoffarmen Sandböden, vor allem in Nordwestdeutschland (atlantisches bis subatlantisches Klima)
- Habichtskraut-Traubeneichenwald Hieracio-Quercetum petraeae, Eichen-Trockenwald auf trockenen, flachgründigen, nährstoff- und basenarme Böden (Ranker) auf Felsen und Felszersatz sowie an südexponierten Steilhängen
- Färberginster-Traubeneichenwald Genisto tinctoriae-Quercetum petraeae

#### Flaumeichenwälder und Eichen-SteppenwälderQuercetalia pubescenti-petraeae
Flaumeichenwälder sind der zonale Waldtyp des gemäßigten Mittelmeerklimas und der niedrigen mediterranen Bergstufe („submediterran“). Sie treten in Mitteleuropa nur inselförmig und kleinflächig in Österreich, der Schweiz und Süddeutschland auf. Eichensteppenwälder ersetzen die Flaumeichenwälder im kontinentaleren Südosteuropa mit genauso heißen Sommern, aber deutlich kälteren Wintern.
- Felsenahorn-Traubeneichen-Mischwald Aceri monspessulani-Quercetum petraeae
- mitteleuropäischer Flaumeichen-Mischwald Quercetum pubescenti-petraeae
- ostmitteleuropäisch-subkontinentaler Eichen-Trockenwald Potentillo albae-Quercetum petraeae

#### Buchenmischwälder,Fagetalia

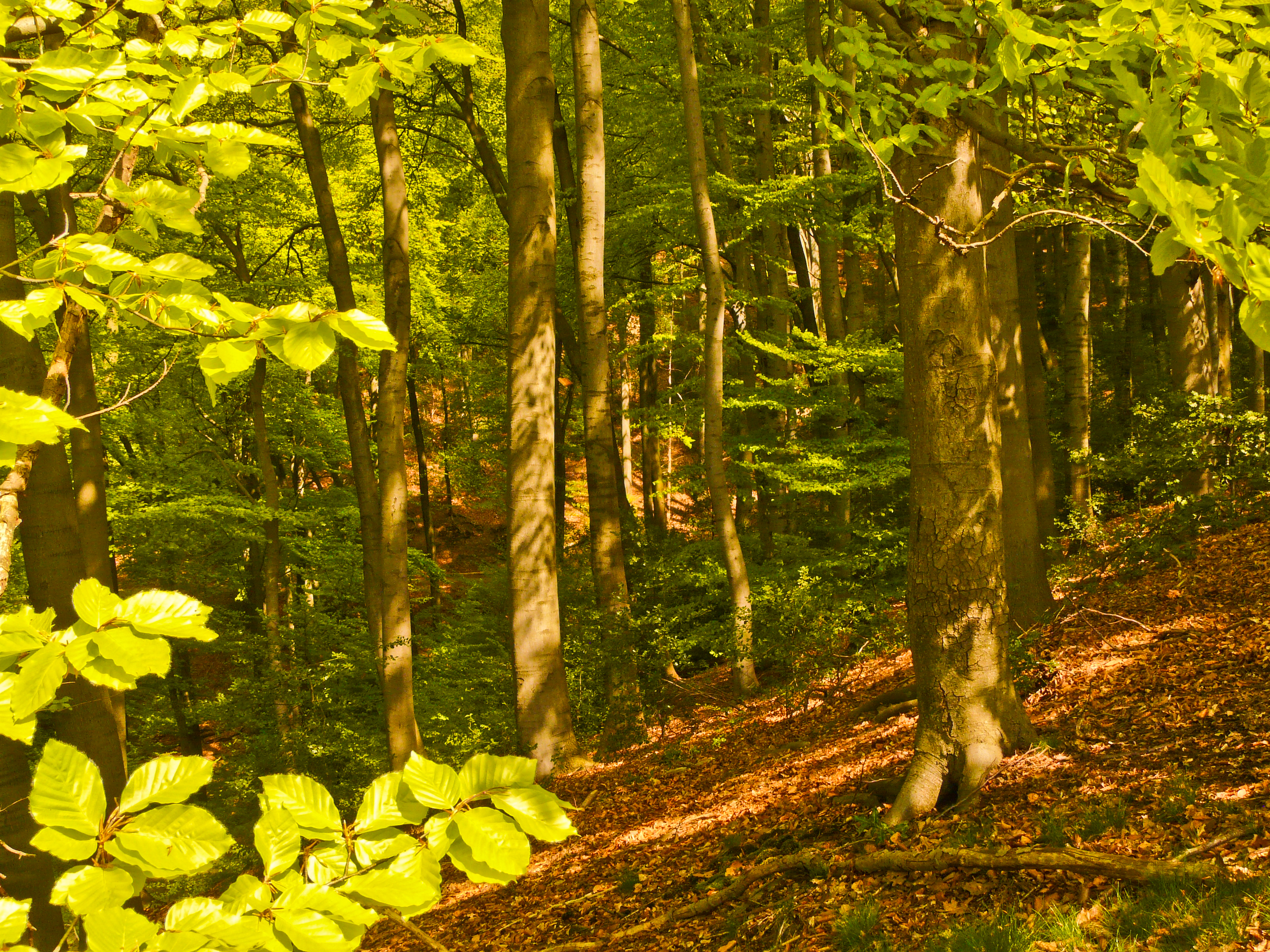
Hainsimsen-Buchenwald (Luzulo-Fagetum), die von Natur aus häufigste Waldgesellschaft Deutschlands. Real macht der Anteil der Buche heute jedoch nur etwa ein Siebtel in den deutschen Wäldern aus, während mehr als die Hälfte der Bäume Fichten und Kiefern sind. Von Natur aus wären 67 Prozent der Landfläche Deutschlands von Buchenmischwäldern bedeckt und nur ein Prozent von reinen Nadelwäldern.

Diese umfassen neben den Rotbuchenwäldern selbst auch Wälder anderer Baumarten, z. T. mit Buche gemischt, z. T. auch völlig ohne diese, aber mit ähnlicher Artenzusammensetzung. Zu den Fagetalia gehören auch die bereits oben dargestellten Hartholzauenwälder.
Beispiele:
- Hainsimsen-Buchenwald, Luzulo-Fagetum, Buchenwald auf sauren Silikatböden der Mittelgebirge (Sand, Sandstein, verwitterter Granit)
- Drahtschmielen-Buchenwald Deschampsio flexuosae-Fagetum. Ersetzt den Hainsimsen-Buchenwald in den Ebenen des nordwestlichen Mitteleuropa und ist diesem sehr ähnlich.
- Eichen-Buchenwald Lonicero periclymeni-Fagetum, Rotbuchen-Traubeneichen-Stieleichen-Mischwald auf frischen bis trockenen, basenarmen und mäßig nährstoffreichen, schwach anlehmigen Sandböden
- Flattergras-Buchenwald Milio-Fagetum, bodensaurer Buchen-Stieleichen-Eschen-Mischwald der planaren Stufe, Lössböden, Sandlössböden und sandige Lehmböden der Grundmoräne, mesotrophe, zum Teil pseudovergleyte Parabraunerden und Braunerden. Besiedelt reichere Standorte als die vorgenannten Waldtypen.
- Waldmeister-Buchenwald Galio odorati-Fagetum, „Zentral-Assoziation“ des Fagion-Verbands, auf „mittleren“ Standorten, dadurch ohne eigene Charakterarten. sehr weit verbreitet.
- Waldgersten-Buchenwald oder frischer Kalkbuchenwald, Hordelymo-Fagetum, Buchenwald basenreicher Böden über Kalkgestein, Rendzina, Braunerde-Rendzina, Braunerden, Löß sowie Parabraunerden
- Seggen-Buchenwald Carici-Fagetum, auf flachgründigen Kalkböden (Rendzina) und Klippenstandorten; häufig südexponiert, bodentrockener als der Waldgersten-Buchenwald
- Fichten-Tannen-Buchen-Mischwald Aposerido-Fagetum (syn. Lonicerae alpigenae-Fagetum). Bergmischwald der montanen Stufe.
- montaner Kalk-Tannenwald Pyrolo-Abietetum
- montaner Silikat-Tannenwald Galio-rotundifolii-Abietetum
- Sternmieren-Eichen-Hainbuchenwald Stellario-Carpinetum, Hainbuchen-Stieleichen-Mischwald, oft mit Vogelkirsche und Winterlinde, auf frischen bis feuchten, kalkarmen, nährstoffreichen Gleyen
- Waldlabkraut-Eichen-Hainbuchenwald, Galio-Carpinetum, auf flachgründigen, wechseltrockenen, im Winter staunassen Lehmböden
- Eschen-Bergahorn-Schluchtwald Fraxino-Aceretum pseudoplatani, edellaubholzreiche Block-, Schutt- und Hangwälder auf meist tiefgründigen Braunerden oder Rendzinen im Bereich luftfeuchter, kühler Hanglagen; auch auf alluvialen Bach- und Flusssedimenten sowie auf feinerdereichen Blockschuttfeldern
- Spitzahorn-Lindenwald,  Aceri-Tilietum platyphylli, Blockschutthalden-Wald der montanen Stufe

## Wissenschaftliche Klassifikationen
- Pflanzensoziologische Einheiten nach Erich Oberdorfer, insbesondere
  - Laubwälder und verwandte Gebüsche
  - Nadelwälder und verwandte Heiden
- Zeigerwerte nach Heinz Ellenberg